# Château de Saint-Montan
Le château de Saint-Montan est un château féodal situé sur la commune du même nom, dans le département de l'Ardèche. Construit au XIe siècle dans un but militaire, il atteint au fil du temps une finalité résidentielle. Très touché par les guerres de religion, il reste à l'abandon jusqu'à la fin des années 1960, où pendant une quarantaine d'années, près de 10 000 bénévoles se succéderont pour redonner vie au château et à son bourg.

## Situation
Saint-Montan est un village situé dans le sud-est de l'Ardèche, dans une région calcaire près de la vallée du Rhône. Le château est construit sur le Rocher de l'Agache, un éperon de roche calcaire, dominant le bourg castral entouré de son enceinte fortifiée.

## Historique
Les parties les plus anciennes du château dateraient du Xe siècle, la forteresse fut ensuite agrandie dans sa partie la plus basse jusqu'au XIVe siècle.
Au cours du XVIe siècle, durant les guerres de religion, le château et le bourg médiéval souffrent énormément. Le village tombe aux mains des réformés en 1563, puis au printemps de l'année 1570, l'armée de Coligny s'empare du château.
En 1609, le château-forteresse paraissait inhabitable et nécessitait 8 700 livres de réparations. En 1649, pour 117 livres, une brèche de neuf mètres de long fut colmatée, mais probablement aucune autre réparation ne fut entreprise.
Sous la Révolution, la forteresse est vendue. D'abord utilisée comme exploitation agricole, elle finira en carrière de pierres. Le village, alors inhabité, tombe en ruines au début du XXe siècle. Ce n'est qu'à partir de 1969, sur une durée de quarante ans, que l'ensemble du village médiéval est restauré par des bénévoles, notamment des scouts, des écoliers et des stagiaires.

## Architecture
Le château occupe une surface de deux hectares.